# Namık Kemal

Namık Kemal

Namık Kemal egentligen Mehmed Kemal, född 21 december 1840 i Tekirdağ, död 2 december 1888 i Chios, var en turkisk författare.
Namik Kemal var starkt påverkad av västerländskt tänkesätt. Redan tidigt kom han som journalist i beröring med İbrahim Şinasi, och när denne 1864 flydde till Paris, blev Kemal redaktör för hans tidning och deltog som sådan i den ungturkiska rörelsen. 1866 fick även han av politiska skäl fly till London. Här utgav han tidningen Muhbir och senare i Paris Hürriyet. Efter storvisiren Ali paschas död fick han och övriga ungturkar möjlighet att återvända till Turkiet. 
Kemal blev efter sin hemkomst den turkiska patriotismens ledare, och nygrundare av den turkiska litteraturen och grundare av det moderna turkiska prosaspråket. Genom den fosterländska tendensen i dramat Vatan (1872) ådrog han sig fängelsestraff, men skrev under tiden ett nytt drama Akif bey (1874). I sina övriga verk arbetade han för politiska reformer, särskilt när han var utgivare av tidningen Ibret. Detta var en verksamhet som återigen renderade honom fängelsestraff och landsförvisning. 
Bland Namik Kemals verk finns romaner, historiska och biografiska arbeten och en mängd översättningar.